# لويس كاسترو (لاعب كرة قدم سلفادوري)
لويس كاسترو (بالإسبانية: Luís Castro) (19 مايو 1981 في السلفادور - ) هو لاعب كرة قدم سلفادوري في مركز حراسة المرمى. شارك مع منتخب السلفادور لكرة القدم. أما مع النوادي، فقد لعب مع نادي سانتانيكوس أسوشيتد وCD Aguiluchos USA ‏.

## وصلات خارجية
- لويس كاسترو على موقع قاعدة بيانات كرة القدم.إي يو (الإنجليزية)
- لويس كاسترو على موقع ناشيونال فوتبول تيمز (الإنجليزية)